# Картезианство

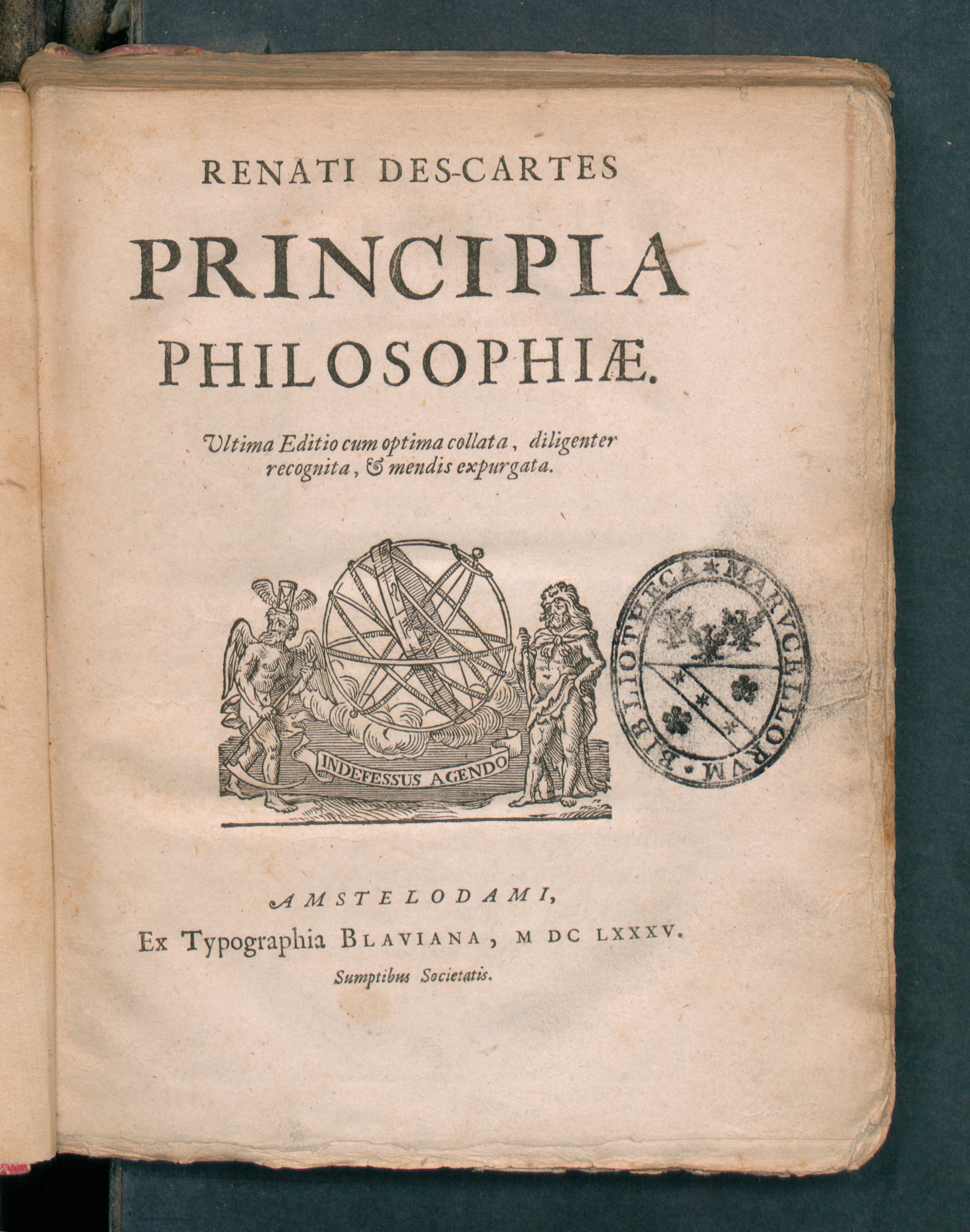
Principia philosophiae, 1685

Картезиа́нство (от лат. Cartesius, латинизированного имени Декарта) — направление в истории философии, идеи которого восходят к Рене Декарту.
Для картезианства характерны скептицизм, рационализм, критика предшествующей схоластической философской традиции. Помимо этого картезианство характеризуется последовательным дуализмом — предельно чётким разделением мира на две самостоятельные (независимые) субстанции — протяжённую (лат. res extensa) и мыслящую (лат. res cogitans), при этом проблема их взаимодействия в мыслящем существе оказалась в принципе неразрешимой в рамках учения самого Декарта. Спиноза решал проблему признанием субстанций Декарта атрибутами одной субстанции.
Для картезианства характерно также развитие рационалистического математического (геометрического) метода. Самодостоверность сознания (декартовское «мыслю, следовательно, существую»; «Cogito, ergo sum»), равно как и теория врождённых идей, является исходным пунктом картезианской гносеологии. Картезианская физика, в противоположность ньютоновской, считала всё протяжённое телесным, отрицая пустое пространство, и описывала движение с помощью понятия «вихрь»; физика картезианства впоследствии нашла своё выражение в теории близкодействия. В развитии картезианства обозначились две противоположные тенденции:
- к материалистическому монизму (Гендрик Леруа (лат. Henricus Regius), Б. Спиноза)
- к идеалистическому окказионализму (А. Гейлинкс, Н. Мальбранш).

Представителями картезианства были Ренерий в Утрехте, Рей, отчасти Гереборд в Лейдене и другие голландские ученые, а во Франции — Клод Клерселье, издатель посмертно опубликованных сочинений Декарта, равно как и многие ораторианцы и янсенисты. Из янсенистов Пор-Рояля наиболее известен Антуан Арно, которого, впрочем, нельзя считать безусловным последователем Декарта. Картезианской, в общем, может считаться пор-рояльская логика («La logique ou l’art de penser», Париж, 1662), изданная Арно и Николем. К этому же направлению нужно отнести и логику Мариотта.
К числу более значительных картезианцев во Франции принадлежат Пьер Сильвен Режи («Cours entier de la philosophie», П., 1690) и Пьер Николь.
Немецкие картезианцы: Бальтазар Беккер, И. Клауберг в Дуйсбурге, Штурм в Альтдорфе и др.
В Англию картезианство перенёс Антуан Легран.
В Италии, несмотря на папское запрещение, картезианство также приобретало приверженцев; к числу их принадлежал не избранный папой из-за вето представителя Священной Римской империи кардинал Гердил, примыкавший, впрочем, более к Мальбраншу и написавший сочинение против «Эмиля» Руссо. Синодом в Дордрехте в 1656 г. картезианство было запрещено богословам; в Риме сочинения Декарта в 1663 году были внесены в индекс; в 1671 году король воспретил преподавание Декартова учения в Парижском университете.
В наше время идеи научного метода были использованы членами международного Картезианского научного общества (названного в честь Рене Декарта), созданного в 1930-х гг. Дж. Б. С. Холдейном. Общество объединяло ученых, внесших вклад в развитие разных отраслей науки.